# Alberto Campos
Alberto Álvares da Silva Campos (Dores do Indaiá, 13 de fevereiro de 1905 — Rio de Janeiro, 19 de junho de 1933) foi um advogado e poeta modernista brasileiro. Era primo de Emílio Moura.
Formou-se em direito pela Faculdade de Direito de Belo Horizonte em 1928. Atuava como advogado do Banco do Brasil, no Rio de Janeiro. Faleceu jovem, em 1933, sendo sepultado em Belo Horizonte.
Alberto Campos fez parte do grupo de poetas mineiros (Carlos Drummond de Andrade, Pedro Nava, Milton Campos, João Alphonsus, Gustavo Capanema, Emílio Moura e Aníbal Machado, entre outros) que na década de 1920 mudou os rumos da literatura brasileira através do modernismo. Foi o incentivador da volta de Carlos Drummond de Andrade a Belo Horizonte em 1926, quando este lecionava geografia e português no Ginásio Sul-Americano de Itabira.